# Frank Kessler
Frank Kessler est un acteur allemand né le 14 décembre 1961 à Ratingen.
Il est connu pour avoir joué le rôle de François Ravaillac dans le film Henri 4 sorti en 2010.

## Filmographie
- 2013 : Robin des Bois et moi : Little John
- 2011 : Dreileben : Jürgen
- 2010 : Henri 4 : François Ravaillac
- 2007 : Aux couleurs de l'arc-en-ciel : Tom